# Bettina Bunge
Pour les articles homonymes, voir Bunge.
Bettina Bunge (née le 13 juin 1963 à Adliswil, Suisse), est une joueuse de tennis allemande de l'ex-RFA, professionnelle dans les années 1980.

## Carrière tennistique
Fille d'un homme d'affaires allemand, Bettina Bunge passe son enfance au Pérou où elle écume les tournois de tennis locaux. À treize ans, elle émigre à Miami, en Floride.
Devenue professionnelle sur le circuit WTA en 1979, à seize ans, elle fait rapidement son entrée parmi les dix meilleures mondiales et conclut l'année 1983 au 7e rang, juste devant Wendy Turnbull. La suite de sa carrière se voit pourtant perturbée par des blessures à répétition, notamment au genou.
Bettina Bunge a atteint les demi-finales à Wimbledon en 1982, se hissant encore en quarts en 1986, chaque fois battue par la future lauréate Martina Navrátilová : il s'agit de ses meilleures performances en simple en Grand Chelem.
Avec l'équipe de RFA, elle a perdu deux finales consécutives en Coupe de la Fédération, en 1982 et 1983, respectivement face aux États-Unis et à la Tchécoslovaquie.
Bettina Bunge a officiellement pris sa retraite sportive à l'issue de la saison 1989, non sans avoir remporté huit titres WTA, autant en simple qu'en double dames.
Actuellement, elle a élu domicile à Monte-Carlo.